# Амрели (окръг)
Амрели е окръг в щата Гуджарат, Индия с площ от 6760 км2 и население 1 393 918 души (2001). Главен град е Амрели.

## Административно деление
Окръга е разделен на 11 талука.

## Население
Населението на окръга през 2001 година е 1 393 918 души, около 66,09 % от населението е неграмотно.

### Религия
(2001)
- 1 307 460 – индуисти
- 83 077 – мюсюлмани
- 2309 – джайнисти